# Austria na Mistrzostwach Świata w Lekkoatletyce 2019
Austria na Mistrzostwach Świata w Lekkoatletyce 2019 – reprezentacja Austrii podczas mistrzostw świata w Doha liczyła 6 zawodników.

## Medaliści
| Medal | Zawodnik            | Konkurencja  | Rezultat  | Data           |
| ----- | ------------------- | ------------ | --------- | -------------- |
| brąz  | Lukas Weißhaidinger | rzut dyskiem | 66,82     | 30 września    |
| brąz  | Verena Preiner      | siedmiobój   | 6560 pkt. | 3 października |

## Skład reprezentacji

### Kobiety
| Zawodniczka   | Konkurencja                | Eliminacje | Eliminacje | Półfinał | Półfinał | Finał | Finał   | Źródło      |
| Zawodniczka   | Konkurencja                | Wynik      | Pozycja    | Wynik    | Pozycja  | Wynik | Pozycja | Źródło      |
| ------------- | -------------------------- | ---------- | ---------- | -------- | -------- | ----- | ------- | ----------- |
| Beate Schrott | bieg na 100 m przez płotki | 13,08      | 22. q      | 13,25    | 22.      | NQ    | NQ      | [ 1 ] [ 2 ] |

| Zawodniczka     | Konkurencja    | Kwalifikacje | Kwalifikacje | Finał | Finał   | Źródło |
| Zawodniczka     | Konkurencja    | Wynik        | Pozycja      | Wynik | Pozycja | Źródło |
| --------------- | -------------- | ------------ | ------------ | ----- | ------- | ------ |
| Victoria Hudson | rzut oszczepem | 52,51        | 31.          | NQ    | NQ      | [ 3 ]  |

Siedmiobój
| Zawodnik       | Konkurencja | 100 m ppł | SW   | PK    | 200 m | SD   | RO    | 800 m   | Wynik | Pozycja | Źródło |
| -------------- | ----------- | --------- | ---- | ----- | ----- | ---- | ----- | ------- | ----- | ------- | ------ |
| Ivona Dadic    | Rezultat    | DSQ       | DNS  | DNS   | DNS   | DNS  | DNS   | DNS     | 0     | DNF     | [ 4 ]  |
| Ivona Dadic    | Punkty      | 0         | DNS  | DNS   | DNS   | DNS  | DNS   | DNS     | 0     | DNF     | [ 4 ]  |
| Verena Preiner | Rezultat    | 13,25     | 1,77 | 14,21 | 23,96 | 6,36 | 46,68 | 2:08,88 | 6560  | 3.      | [ 4 ]  |
| Verena Preiner | Punkty      | 1087      | 941  | 808   | 985   | 962  | 796   | 981     | 6560  | 3.      | [ 4 ]  |

### Mężczyźni
| Zawodnik        | Konkurencja | Finał   | Finał   | Źródło |
| Zawodnik        | Konkurencja | Wynik   | Pozycja | Źródło |
| --------------- | ----------- | ------- | ------- | ------ |
| Lemawork Ketema | maraton     | 2:20:45 | 41.     | [ 5 ]  |

| Zawodnik            | Konkurencja  | Kwalifikacje | Kwalifikacje | Finał | Finał   | Źródło      |
| Zawodnik            | Konkurencja  | Wynik        | Pozycja      | Wynik | Pozycja | Źródło      |
| ------------------- | ------------ | ------------ | ------------ | ----- | ------- | ----------- |
| Lukas Weißhaidinger | rzut dyskiem | 63,31        | 12. q        | 66,82 | 3.      | [ 6 ] [ 7 ] |